# 旅行時間測定システム
旅行時間測定システム（りょこうじかんそくていシステム）とは、道路監視システムの名称。通称Tシステム。
道路上に設置されたカメラによって通過車両を撮影し、ナンバープレート情報を抽出する情報収集装置と、それを解析するシステムからなる。原理的には犯罪車両の追跡や事後的な行動把握、公安の情報収集などの目的などで使われる自動車ナンバー自動読取装置（Nシステム）と同じものである。
「Tシステム」は、交通流速の計測などを行いドライバーへの目的地までの到達予定時間などの情報を提供することが目的の設備であるとされている。しかし、情報収集装置が集める情報は基本的には「Nシステム」のものと大差なく、掲げられた目的や後処理の部分が異なるにすぎない。実際に「Tシステム」が収集した情報が犯罪捜査に使われたと考えられる事例も存在する。また1999年発出の「警察庁 丁刑企発第165号 自動車ナンバー読取システムとの接続について」によれば、Tシステムで取得した情報とNシステムの情報とを統合することを明示しており、Tシステムの情報も犯罪捜査に使われる可能性がある。
プライバシー侵害の可能性など問題点などについては自動車ナンバー自動読取装置の項目を参照。
同様の用途の装置は他にVICSの光ビーコン装置があり、車両側への旅行時間・渋滞情報の提供、また映像解析が必要ないため比較的安価で設置が可能だが、車上にVICSビーコンユニットが載っている車しかサンプルにできないという欠点がある。